# نيدرنويكيرخن
نيدرنويكيرخن (بالإنجليزية: Niederneukirchen)‏ هي تجمع سكني و بلدية نمساوية تقع في لينز في النمسا.  يقدر مساحتها 21 كم2  و وترتفع عن سطح البحر 336 متر.

## التنمية السكانية
وفقا لتعداد عام 1991 کان یسکن نيدرنويكيرخن 1.562 شخصا وفي 2001 سكنها 1.780 وفي 2010 سكن القرية 1.902 شخص.